# Stardust (2020)
Stardust ist ein Film von Gabriel Range, der Teilnehmern des Tribeca Film Festivals ab 15. April 2020 online erstmals zur Verfügung gestellt wurde. In der Filmbiografie ist Johnny Flynn in der Rolle von David Bowie zu sehen.

## Handlung
Im Jahr 1971 unternimmt David Bowie mit dem Publizisten Rob Oberman eine transformative Reise durch die USA. Es gibt auf dieser Reise Momente, die Bowie dazu inspirieren, sich neu zu erfinden, um wirklich er selbst zu werden, sein ikonisches Alter Ego Ziggy Stardust.

## Produktion

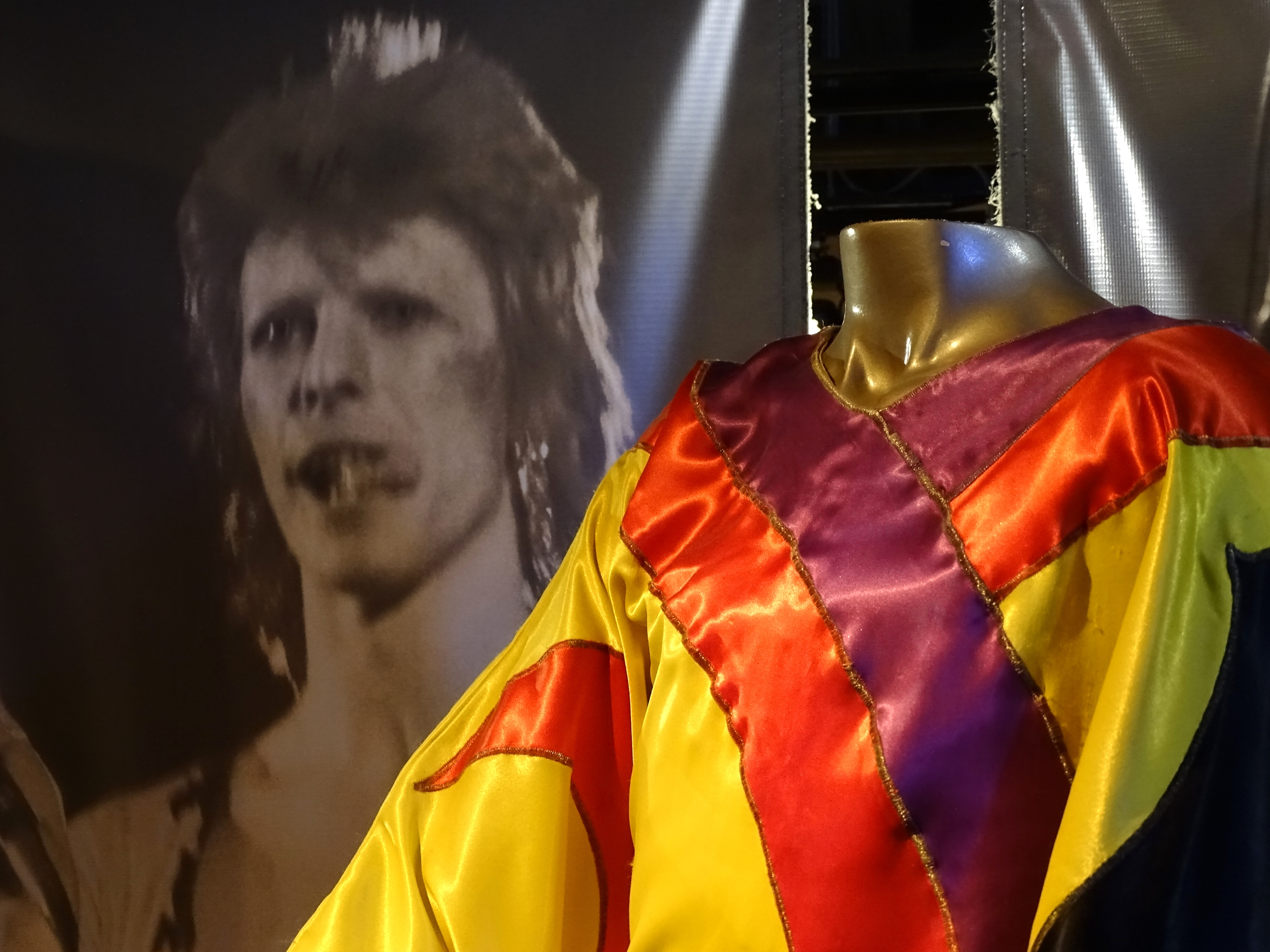
Der Filmtitel bezieht sich auf David Bowies Alter Ego Ziggy Stardust

Regie führte Gabriel Range, der gemeinsam mit Christopher Bell auch das Drehbuch schrieb. 
Der britische Musiker, Sänger und Schauspieler David Bowie, der im Film von dem Sänger und Schauspieler Johnny Flynn verkörpert wird, war in seiner mehr als 40-jährigen Karriere einer der einflussreichsten Musiker der Rock- und Popmusik. Der Filmtitel bezieht sich auf Bowies Alter Ego Ziggy Stardust und sein Konzeptalbum The Rise and Fall of Ziggy Stardust and the Spiders from Mars aus dem Jahr 1972.
Die Dreharbeiten fanden in Toronto statt. Als Kameramann fungierte Nicholas D. Knowland.
Der Film sollte Mitte April 2020 im Rahmen des Tribeca Film Festivals seine Weltpremiere feiern. Einen Monat vor Beginn des Festivals wurde dieses aufgrund der Coronavirus-Pandemie abgesagt und auf einen bislang unbekannten Zeitpunkt verschoben. Dennoch wurde der Film von 15. bis 26. April 2020, dem ursprünglichen Zeitfenster des Festivals, online zur Verfügung gestellt. Im Oktober 2020 wurde er beim Festa del Cinema di Roma vorgestellt. Ende Oktober 2020 wurde er als Abschlussfilm des Austin Film Festivals gezeigt. Im Januar 2021 wurde er beim International Film Festival of India gezeigt.

## Rezeption
Der Film stieß auf eher negative Kritiken.